# Грицевець
Грицевець (біл. Грыцавец) — станція в Білорусі, у Барановицькому районі Берестейської області. Орган місцевого самоврядування — Ліснянська сільська рада.

## Населення
За переписом населення Білорусі 2009 року чисельність населення станції становило 19 осіб.